# 태양어 이론
태양어 이론(太陽語 理論 튀르키예어: Güneş Dil Teorisi)이란 국수주의 언어이론으로, 세계의 모든 언어가 중앙 아시아에서 탄생한 하나의 언어(태양어)로부터 갈려져나가 발생한 것이라는 이론이다. 이 이론에 따르면, 태초의 태양어와 가장 가까운 말은 터키어이며, 태양의 전지전능한 힘과 생명력을 우러러보았던 중앙아시아의 무당들이 내뱉은 뜻없는 소리들이 종교적 방언으로 바뀌었으며, 여기에서 최초의 언어가 비롯되었다고 본다.
이 가설은 프랑스 과학자 일레르 드 바랑통(Hilaire de Baranton)이 주장한 모든 언어의 근원이 수메르어와 수메르 쐐기 문자에서 비롯되었다는 설의 영향을 받았다. 현대 터키의 아버지인 케말 파샤도 이 이론에 흥미를 보여 터키어에서 페르시아와 아랍의 영향을 없애고자 하는 언어순화운동에 적용하였다. 1950년대 이후에 폐기되었다.